# Europamesterskaberne i amatørboksning 1981
Europamesterskaberne i amatørboksning 1981 blev afviklet fra den 2. til den 10. maj 1981 i Tampere i Finland. Det var 24. gang, der blev afholdt EM for amatørboksere. Turneringen blev arrangeret af den europæiske amatørbokseorganisation EABA. Der deltog 171 boksere fra 22 lande.
Bedste nation blev Sovjetunionen, der opnåede 8 guld, 1 sølv og 2 bronze i de 12 vægtklasser. Østblokkens boksere dominerede massivt turneringen, og blandt de 24 finaledeltagere var blot tre fra Vesteuropa, resten repræsenterede lande fra Østeuropa. Bedste vesteuropæiske nation blev Italien, der opnåede en guld- og en sølvmedalje. Ingen danske boksere opnåede medaljer.

## Danske deltagere
Danmark stillede med xx deltagere til turneringen, Kjeld Jensen i fluevægt, Gert Bo Jacobsen i letvægt og Søren Thomsen i sværvægt. Alle tre tabte deres første kamp.

## Medalvindere
| Event                            | Guld                                | Sølv                              | Bronze                                                 |
| -------------------------------- | ----------------------------------- | --------------------------------- | ------------------------------------------------------ |
| Letfluevægt (– 48 kilogram)      | Ismail Mustafov Bulgarien           | Dietmar Geilich DDR               | Shamil Sabirov Sovjetunionen Gerard Hawkins Irland     |
| Fluevægt (– 51 kilogram)         | Petar Lesov Bulgarien               | Constantin Titoiu Rumænien        | Bogdan Maczuga Polen Jarmo Eskelinen Finland           |
| Bantamvægt (– 54 kilogram)       | Viktor Miroshnitjenko Sovjetunionen | Sami Buzoli Jugoslavien           | Dumitru Cipere Rumænien Stefan Gertel Vesttyskland     |
| Fjervægt (– 57 kilogram)         | Richard Nowakowski DDR              | Krzysztof Kosedowski Polen        | Serik Nurkazov Sovjetunionen Róbert Gönczi Ungarn      |
| Letvægt (– 60 kilogram)          | Viktor Rybakov Sovjetunionen        | Carlo Russollilo Italien          | Vesa Wiik Finland Frederic Geoffroy Frankrig           |
| Letweltervægt (– 63,5 kilograms) | Vasiliij Sjisjov Sovjetunionen      | Mirko Puzović Jugoslavien         | Nikolay Ganev Bulgarien Dietmar Schwarz DDR            |
| Weltervægt (– 67 kilogram)       | Serik Konakbajev Sovjetunionen      | Karl-Heinz Krueger DDR            | Tibor Molnár Ungarn Vesa Koskela Sverige               |
| Letmellemvægt (– 71 kilogram)    | Aleksandr Kosjkin Sovjetunionen     | Miodrag Perunović Jugoslavien     | Mikhail Takov Bulgarien Imre Némedi Ungarn             |
| Mellemvægt (– 75 kilogram)       | Jurij Torbek Sovjetunionen          | Pedro van Raamsdonk Nederlandene  | Zygmunt Gosiewski Polen Valentin Silaghi Rumænien      |
| Letsværvægt (– 81 kilogram)      | Aleksandr Krupin Sovjetunionen      | Giorgica Donici Rumænien          | Ondrej Pustai Tjekkoslovakiet Kurt Seiler Vesttyskland |
| Sværvægt (– 91 kilogram)         | Aleksandr Jagubkin Sovjetunionen    | Jürgen Fanghaenel DDR             | Ion Cernat Rumænien Vasil Bosakov Bulgarien            |
| Supersværvægt (+ 91 kilogram)    | Francesco Damiani Italien           | Vjatjeslav Jakovlev Sovjetunionen | Ulli Kaden DDR Azis Salihu Jugoslavien                 |

Kilde: 

## Medalfordeling nationer
Værtsnation (Finland)
| EM i amatørboksning 1981 | EM i amatørboksning 1981 | EM i amatørboksning 1981 | EM i amatørboksning 1981 | EM i amatørboksning 1981 | EM i amatørboksning 1981 | EM i amatørboksning 1981 |
| ------------------------ | ------------------------ | ------------------------ | ------------------------ | ------------------------ | ------------------------ | ------------------------ |
| Pos                      | Land                     | Guld                     | Sølv                     | Bronze                   | Total                    |                          |
| 1                        | Sovjetunionen            | 8                        | 1                        | 2                        | 11                       |                          |
| 2                        | Bulgarien                | 2                        | 0                        | 3                        | 5                        |                          |
| 3                        | Østtyskland              | 1                        | 3                        | 2                        | 6                        |                          |
| 4                        | Italien                  | 1                        | 1                        | 0                        | 2                        |                          |
| 5                        | Jugoslavien              | 0                        | 3                        | 1                        | 4                        |                          |
| 6                        | Rumænien                 | 0                        | 2                        | 3                        | 5                        |                          |
| 7                        | Polen                    | 0                        | 1                        | 2                        | 3                        |                          |
| 8                        | Holland                  | 0                        | 1                        | 0                        | 1                        |                          |
| 9                        | Ungarn                   | 0                        | 0                        | 3                        | 3                        |                          |
| 10                       | Finland                  | 0                        | 0                        | 2                        | 2                        |                          |
| 10                       | Vesttyskland             | 0                        | 0                        | 2                        | 2                        |                          |
| 12                       | Tjekkoslovakiet          | 0                        | 0                        | 1                        | 1                        |                          |
| 12                       | Frankrig                 | 0                        | 0                        | 1                        | 1                        |                          |
| 12                       | Irland                   | 0                        | 0                        | 1                        | 1                        |                          |
| 12                       | Sverige                  | 0                        | 0                        | 1                        | 1                        |                          |
|                          | Total                    | 12                       | 12                       | 24                       |                          |                          |

## Notable deltagere, der senere blev professionelle
- Francesco Damiani (Italien), der senere vandt OL-sølv i supersværvægt ved OL i 1984 og som professionel vandt EM i sværvægt med en knockoutsejr over svenske Anders Eklund og et VM-bælte i samme vægtklasse i det dengang nystartede forbund WBO (øvrige forbund anerkendte Mike Tyson som verdensmester).
- Rene Weller (Vesttyskland), der som professionel blev europamester, og senere satte titlen på spil mod Gert Bo Jacobsen i Wellers eneste nederlag i sin professionelle karriere